# دوره‌بندی
دوره‌بندی (انگلیسی: Periodization) روشی برای گاهنگاری نسبی است که در آن زیردوره‌های مختلف بر اساس تفسیر شاخصه‌های لایه‌نگاشتی و گونه‌شناختی آنها تعیین می‌شوند.